# Peter Gric
Peter Gric (ur. 1968 w Brnie) – austriacki malarz pochodzenia czeskiego, jego malarstwo ma w sobie elementy fantastycznego realizmu.